# Ría de Vigo
La ría de Vigo es la más profunda y meridional de las Rías Bajas de Galicia (España). Está situada en el sur de la provincia de Pontevedra, y se extiende en dirección noreste en una longitud de 35 km, desde su bocana en cabo Silleiro hasta su punto más profundo en Arcade, y con una anchura máxima de 15 km en la boca, entre el cabo Home y cabo Silleiro, que se angosta en el estrecho de Rande hasta los 600 metros. Su acceso occidental está protegido por las islas Cíes, que forman parte del Parque Nacional de las Islas Atlánticas, en su interior están las islas de Toralla y San Simón, y al norte limita con la península del Morrazo. En su extremo sur están situadas la bahía de Vigo y la bahía de Bayona. Su fácil acceso, profundo calado y tranquilas aguas hacen de la ría de Vigo un refugio ideal para la navegación, y también para la práctica de los deportes náuticos.
Desde el punto de vista medioambiental, es una bahía con una gran riqueza biológica debido a que en sus aguas afloran las corrientes de aguas profundas y frías procedentes del Norte, portando gran cantidad de nutrientes. Históricamente, la ría de Vigo ha sido zona propicia para la pesca y el marisqueo, aunque las condiciones actuales no son las ideales, debido a la gran presión humana e industrial sobre la costa ribereña. 
En su ribera se sitúa la ciudad de Vigo. También los municipios de Bayona, Nigrán, Redondela, Sotomayor, Vilaboa, Moaña, Cangas de Morrazo y , con una población total de unos 420.000 habitantes.

## Historia
El 23 de octubre de 1702, en aguas de la ría, se desarrolló la batalla de Rande, más concretamente al fondo de la ría, en la ensenada de San Simón.

## Atractivos turísticos

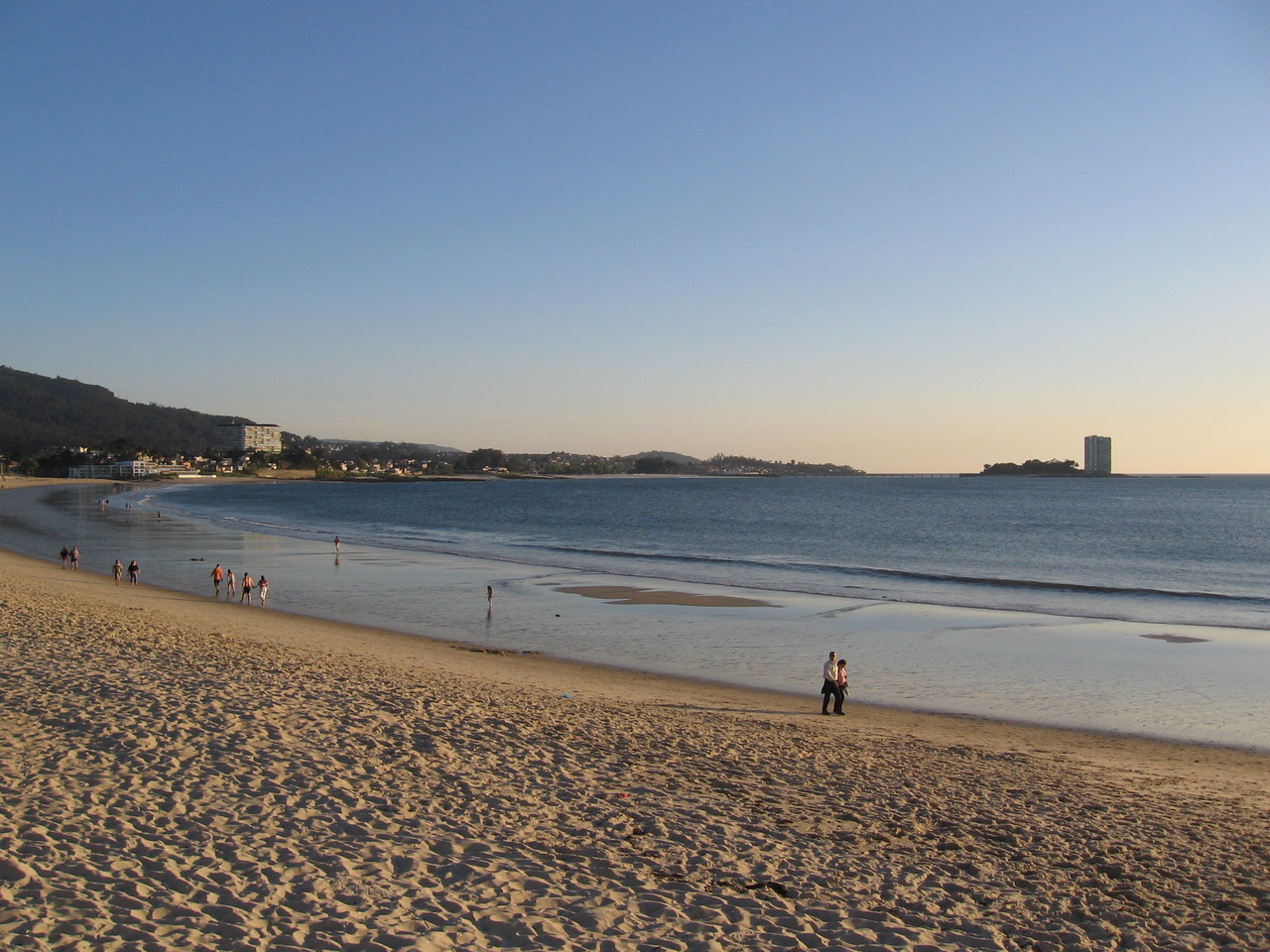
Ría de Vigo: Isla Toralla desde Samil.

Los principales atractivos turísticos del área de la ría son:
- Islas Cíes: emblemáticas dentro del parque nacional de las Islas Atlánticas de Galicia
- Deportes náuticos: puertos deportivos en Vigo, Cangas, Nigran, Redondela, Moaña y Bayona
- Playas con todos los servicios situadas en aguas tranquilas;
- Golf: 2 campos de 18 hoyos y uno de nueve en sus inmediaciones;
- Parador Nacional "Conde de Gondomar", en Bayona, situado en el interior de una fortaleza medieval, tiene un entorno natural privilegiado y cómodas instalaciones;
- Pazo de los Escudos en Vigo: antiguo pazo gallego cuenta repartida entre sus jardines amurallados con la mayor colección de labra heráldica gallega;
- Lugares con encanto acompañados de una sabrosa gastronomía basada en los productos del mar;
- Facilidades hoteleras orientadas tanto al turismo como a los congresos o al visitante de negocios;
- Cámpines dotados de todos los servicios y situados en las inmediaciones de la playa. Un campin situado en las islas Cíes;
- Corta distancia por autopista a Portugal (25 km) y a Santiago de Compostela (70 km).